# Agave kerchovei
Agave kerchovei ist eine Pflanzenart aus der Gattung der Agaven (Agave). Ein englischer Trivialname ist „Century Plant“.

## Beschreibung
Agave kerchovei formt einen kurzen Stamm und wächst einzeln oder sprosst. Die Rosetten bilden sich aus den unteren Blattachseln. Die variablen, lanzettförmigen dicken, steifen, grünen bis gelbgefärbten Blätter sind 40 bis 125 cm lang und 5 bis 12 cm breit. Die oberen und unteren Blattseiten sind unterschiedlich geformt. Die hornigen Blattränder sind flexibel gezahnt. Der kräftige braune bis graue Enddorn ist 3 bis 6 cm lang.
Der ährige Blütenstand wird 2,5 bis 5 m hoch. Die grünen bis purpurfarbenen Blüten erscheinen dicht im oberen Teil und sind 38 bis 46 mm lang. Die offen ausgebreitete Blütenröhre ist 4 bis 6 mm lang.
Die länglichen dreikammerigen Kapselfrüchte sind 25 bis 35 mm lang und 10 bis 12 mm breit. Die unregelmäßig geformten, schwarzen, glänzenden Samen sind 3,5 bis 4 mm lang und 2,5 bis 3 mm breit.
Die Blühperiode reicht von Juli bis September.

## Systematik und Verbreitung
Agave kerchovei wächst in Mexiko in Puebla, Oaxaca und Hidalgo in Bergregionen an steinigen Hängen, in Gras- und Waldland in 1400 bis 1900 m Höhe. Sie ist vergesellschaftet mit Sukkulenten und Kakteenarten.
Die Erstbeschreibung durch Charles Lemaire ist 1864 veröffentlicht worden. Synonyme sind Agave convallis Trel., Agave dissimulans Trel. und Agave expatriata Rose.
Agave kerchovei ist ein robuster Vertreter der Gruppe Marginatae. Charakteristisch sind die langen, lanzettförmigen Blätter mit den kräftigen, großen, variabel angeordneten Randzähnen. Sie ist nahe mit Agave ghiesbreghtii verwandt.